# Bormujos
Bormujos is een gemeente in de Spaanse provincie Sevilla in de regio Andalusië met een oppervlakte van 12 km². In 2007 telde Bormujos 16.548 inwoners.

## Demografische ontwikkeling
Bron: INE; 1857-2011: volkstellingen

## Geboren
- Juan Diego (1942-2022), acteur